# Parexarnis taurica
Parexarnis taurica là một loài bướm đêm trong họ Noctuidae.